# Новинки (Петушинский район)
Нови́нки — деревня в Петушинском районе Владимирской области России, входит в состав Пекшинского сельского поселения.

## География
Деревня расположена в 10 км на юго-запад от центра поселения деревни Пекша, в 14 км на восток от райцентра города Петушки, в 2 км на восток от города Костерёво.

## История
В 1572 году смердом Иваном Плещеевым приложена была в Троицкий монастырь деревня Новинская с сельцом Абакумовым. По писцовым книгам 1628 года в Новинской значилось 7 дворов крестьянских, 1 бобыльский и 1 пустой.
В XIX — начале XX века входила в состав Липенской волость Покровского уезда Владимирской губернии, с 1921 года — в составе Орехово-Зуевского уезда Московской губернии. В 1859 году в деревне числилось 15 дворов, в 1905 году — 28 дворов, в 1926 году — 37 дворов.
С 1929 года деревня входила в состав Костерёвского сельсовета Петушинского района Московской области, с 1938 года — в составе Липенского сельсовета, с 1944 года — в составе Владимирской области, с 2005 года — в составе Пекшинского сельского поселения.
По результатам расследования «Российской газеты», опубликованными в феврале 2024 года, в деревне родился главнокомандующий ВС Украины Александр Сырский.

## Население
| 1859 | 1905 | 1926 | 2002 | 2010 | 2021 |
| ---- | ---- | ---- | ---- | ---- | ---- |
| 106  | ↗162 | ↗171 | ↘24  | ↗32  | ↘8   |